# Opol
Opol è una municipalità di quarta classe delle Filippine, situata nella Provincia di Misamis Oriental, nella Regione del Mindanao Settentrionale.
Opol è formata da 14 baranggay:
- Awang
- Bagocboc
- Barra
- Bonbon
- Cauyonan
- Igpit
- Limonda
- Luyongbonbon
- Malanang
- Nangcaon
- Patag
- Poblacion
- Taboc
- Tingalan